# Wrackbarsche
Die Wrackbarsche (Polyprion) sind eine Gattung großer Meeresfische, die mit zwei Arten in den Weltmeeren der südlichen Erdhalbkugel, im nördlichen Atlantik, sowie im Mittelmeer vorkommt. Als Lauerjäger sind sie ihrem Namen entsprechend häufig in den Hohlräumen von Wracks anzutreffen.

## Merkmale
Es sind große, 1,5 bis 2,5 Meter lange Tiere von typischer Barschgestalt. Kopf und Rumpf sind mit kleinen Kammschuppen bedeckt. Ihre Rückenflosse ist deutlich eingekerbt aber nicht geteilt und hat elf bis zwölf Hartstrahlen sowie gleich viel Weichstrahlen. Die Schwanzflosse endet gerade oder abgerundet. Die Bauchflossen haben einen sehr kräftigen Flossenstachel. Das Seitenlinienorgan ist vollständig. Am oberen Rand des Kiemendeckels befindet sich ein annähernd waagerecht verlaufender Längskiel, der in einem kurzen Stachel endet.

## Systematik
Die Gattung Polyprion wurde 1817 durch den deutschen Naturforscher Lorenz Oken eingeführt, die Familie Polyprionidae 1874 durch den niederländischen Ichthyologen Pieter Bleeker. Lange Zeit wurde auch die im nördlichen Pazifik vorkommende Gattung Stereolepis in die Familie Polyprionidae gestellt. Verschiedene, auf DNA-Vergleichen beruhende Untersuchungen, zeigten jedoch, dass Polyprion und Stereolepis keine Schwesterarten sind, sondern verschiedenen Kladen innerhalb der Ordnung Acropomatiformes angehören. Deshalb wurde für Stereolepis im September 2022 eine eigenständige Familie eingeführt, die Stereolepididae.

## Arten
Zur Gattung Polyprion gehören zwei Arten:
- Polyprion americanus (Bloch & Schneider, 1801)
- Polyprion oxygeneios (Schneider & Forster, 1801)